# 土井美徳
土井 美徳（どい よしのり、1964年 - ）は日本の政治学者。兵庫県出身。研究分野は政治学（政治思想史・公共政策）・法学（憲法）。

## 経歴

### 職歴
- 1998年より 奥羽大学文学部専任講師（憲法）、歯学部兼担講師（医事法）等を経て
- 2006年より創価大学法学部助教授（政治学史・公共政策論）
- 2007年創価大学法学部准教授。
- 2015年から創価大学法学部・法学研究科 教授、法科大学院 兼担教授。

### 学歴
- 1997年 早稲田大学 大学院政治学研究科博士課程修了

### 学位
- 博士（政治学）（早稲田大学）論文の題は『イギリス立憲主義の形成と「古来の国制」論 : 前期ステュアート朝時代の政治と法と議会』[2]。

## 著書

### 単著
- 『イギリス立憲政治の源流ー前期ステュアート時代の統治と「古来の国制」論』（木鐸社、2006年）

### 共著
- 『「ヨーロッパ」の歴史的再検討』（早稲田大学出版部、2000年）
- 『啓蒙・改革・革命 (岩波講座 政治哲学 第2巻)』（岩波書店、2014年）
- 『バーク読本　〈保守主義の父〉再考のために』（昭和堂、2017年）

### 共訳
- 『政治的なるものの再興』（シャンタル・ムフ著、日本経済評論社、1998年）
- 『社会史とは何か―その方法と軌跡』（ユルゲン・コッカ著、日本経済評論社、2000年）
- 『デモクラシーと世界秩序―地球市民の政治学』（デイヴィッド・ヘルド著、NTT出版、2002年）

## 主な論文
- 「初期スチュアート期のコモン・ローと選挙権」（日本西洋史学会編『西洋史学』）